# Heinz Dohmen
 (janvier 2020).
Si vous disposez d'ouvrages ou d'articles de référence ou si vous connaissez des sites web de qualité traitant du thème abordé ici, merci de compléter l'article en donnant les références utiles à sa vérifiabilité et en les liant à la section « Notes et références ».
Heinz Dohmen (né le 23 août 1934 à Heinsberg) est un architecte allemand. De 1976 à 1999, il a été maître d'œuvre diocésain ou maître d'œuvre du diocèse de la Ruhr à Essen.

## Biographie
À partir de 1954, Dohmen étudie l'architecture à l'école supérieure polytechnique de Rhénanie-Westphalie à Aix-la-Chapelle, avec les professeurs Hans Schwippert, Rudolf Steinbach, Erich Kühn, Willy Weyres et Anton Wendling, où il obtient son diplôme en 1959. En 1974, il obtient son doctorat de Willy Weyres avec une thèse sur les églises d'Erft au 19e siècle dans les arrondissements de Bergheim, Grevenbroich et Neuss. 
Heinz Dohmen est 1er octobre 1976 au 30 septembre 1999 maître bâtisseur et conservateur diocésain dans le diocèse d'Essen, depuis 1984 également maître bâtisseur de la cathédrale. De 1981 à 2003, Dohmen est chargé de cours à l'Université d'Essen pour l'histoire de l'architecture et les techniques artistiques des architectes (dessin libre, aquarelle et vitrail). Il donne des conférences invitées aux universités de Bochum, Wurtzbourg et Fribourg (Suisse). Heinz Dohmen continue à travailler comme artiste commercial, artiste de vitrail, calligraphe et guide d'étude depuis ses études et donne des conférences sur de nombreux sujets en histoire culturelle, artistique et architecturale ainsi que des visites d'églises à travers l'Europe occidentale. Heinz Dohmen est participant et juge (également président) de nombreux concours d'architecture et de développement urbain. 

## Travaux

### Bâtiments et conceptions

#### Nouvelles églises
- Saint-Hubert à Krefeld (1959, première église de Dohmen)
- Sainte-Croix à Arnsberg (1973, avec Stephan et Ursula Legge, Bonn)
- Saint-Pierre Canisius à Werdohl-Eveking (1975, avec Stephan et Ursula Legge, Bonn)
- Saint-Annon à Essen-Stoppenberg (1977, avec Stephan et Ursula Legge, Bonn), depuis environ 2008 église orthodoxe serbe Saint-Étienne avec iconostase
- Travaux de construction et de rénovation en cours de la cathédrale d'Essen 1975-1999
- Lieu de sépulture de l'évêque à la cathédrale d'Essen, soi-disant "Crypte adveniat" (1981-1983, avec Hans Straetmans et Emil Wachter)
- Église et chapelle, 2 nouveaux bâtiments dans la maison d'étude Saint-Altfrid, Essen-Kettwig, avec Hans Straetmans et Ralf Meyers et la chapelle sœur de Bischöfl. Vicariat général d'Essen (1980/1996)
- Sainte-Anne à Rheinberg, (1983/2006) après une compétition réussie,
- deux autels papaux pour la visite de Jean-Paul II dans le diocèse d'Essen le 2 mai 1987 
  - à la mine Prosper-Haniel à Bottrop sous un chevalet,
  - dans le stade de Gelsenkirchen Park en tant qu'île à six étoiles sous un faux chevalet à 4 colonnes simulé et transversal au centre du stade
- à partir de 1990, huit églises du nord-est du Brésil (régions de Pedro Segundo, Sao-Joao-da-Fronteira, Cajueiro-da-Praia, toutes à Piaui, et la cathédrale de Coroatà / Maranhao pour Mgr Reinhard Pünder 1991-2001) et une petite église Bali (près de Denpasar, avec son frère le père Christian Dohmen SVD),

de nombreuses réaménagements d'églises et de nouveaux meubles dans les diocèses d'Aix-la-Chapelle, d'Essen, de Münster et de Paderborn ainsi que dans le nord-est du Brésil 

### Ouvrages
- Kirchenbauten des Erftraumes im 19. Jahrhundert (1800 - 1870) in den Kreisen Bergheim, Grevenbroich und Mönchengladbach. Dissertation, Technische Hochschule Aachen, Fakultät für Bauwesen, 1974.
- Abbild des Himmels. 1000 Jahre Kirchenbau im Bistum Essen. Verlag Hoppe und Werry, Mülheim an der Ruhr 1977.
- So bauten sie Kirchen. 30 Kirchbaubeispiele im Bistum Essen. Ludgerus-Verlag, Essen 1981.
- Kirche. Haus Gottes und der Gemeinde. Neue Kirchen im Bistum Essen 1965–1992. Plöger, Annweiler / Essen 1992.
- gemeinsam mit Dirk Ansorge (Hrsg.): Raum und Transzendenz. Religiöse Elemente moderner Architektur. Essen 1996.
- gemeinsam mit Eckhard Sons: Kirchen, Kapellen, Synagogen in Essen. Nobel, Essen 1998.
- Dem Leben auf den Grund gehen. Emil Wachters Adveniat-Krypta in der Essener Münsterkirche. Essen 2002.
- Essen gezeichnet. Kunstverlag Josef Fink, Lindenberg 2010,  (ISBN 978-3-89870-647-6).
- Herz-Jesu-Kirche Bottrop. Kunstverlag Josef Fink, Lindenberg 2004,  (ISBN 978-3-89870-201-0).
- Pfarrkirche Sankt Maximin, Koblenz-Horchheim. Kunstverlag Josef Fink, Lindenberg 2007,  (ISBN 978-3-89870-401-4).
- Kirche des Elisabeth-Krankenhauses Essen. Kunstverlag Josef Fink, Lindenberg 2010,  (ISBN 978-3-933784-92-6).
- Die Basilika St. Ludgerus in Essen-Werden. Kunstverlag Josef Fink, Lindenberg 2011,  (ISBN 978-3-89870-708-4).
- Europäische Dome gezeichnet. Kunstverlag Josef Fink, Lindenberg 2019,  (ISBN 978-3-95976-185-7).